# 290127 Linakostenko
290127 Linakostenko è un asteroide della fascia principale. Scoperto nel 2005, presenta un'orbita caratterizzata da un semiasse maggiore pari a 3,1592154 UA e da un'eccentricità di 0,1655912, inclinata di 27,70491° rispetto all'eclittica.